# Zapp Brannigan
Majoor Generaal Webelo Zapp Brannigan is een personage uit de animatieserie Futurama. Hij wordt ook wel (vooral door zichzelf) "The Zapper", "The Velour Fog", "Big Z" en "The Man with No Name, Zapp Brannigan" genoemd. Zijn personage is een parodie op William Shatner en lijkt op het stripboekpersonage Magnus, Robot Fighter. Zijn stem wordt gedaan door Billy West.

## Profiel
Brannigan is een ervaren lid van het leger van de "Democratic Order of Planets" (D.O.O.P.), maar zijn exacte titel varieert per aflevering. Zo wordt er in de verschillende afleveringen naar hem gerefereerd als "25-sterrengeneraal" en "Generaal-Majoor Webelo". Kif Kroker is zijn persoonlijke assistent.
Brannigan is kapitein van een schip genaamd Nimbus. Zijn hut aan boord van dit schip is kleurrijk ingericht met onder andere een zwevend hartvormig bed met daarboven een portret van hemzelf. Hij noemt deze hut zelf zijn "lovenasium".
Brannigan ziet zichzelf als een vrouwenversierder, maar heeft vrijwel geen benul van romantiek. Hij probeerde onder andere Leela tot zijn vriendin te maken. Uiteindelijk deelde ze het bed met hem uit medelijden, maar kreeg al snel spijt van haar daad. Sindsdien is Brannigan ervan overtuigd dat Leela hem leuk vindt, en herinnert hij haar geregeld aan hun nacht samen. Verder wordt hij vaak gezien met andere vrouwen (overduidelijk prostituees).
Brannigan is doorgaans arrogant en incompetent. Hij spreekt vaak woorden verkeerd uit en is van mening dat hij een erg goede zanger is. Zijn gevechtstactieken zijn impulsief en of het algemeen dom en onnodig. Hij houdt ervan om zijn mannen een bizarre dood tegemoet te sturen. Toen hij bijvoorbeeld moest vechten tegen een leger van moordrobots stuurde hij net zo lang soldaten op de machines af totdat deze hun maximale vooraf ingeprogrammeerde aantal moorden hadden gepleegd en vanzelf ophielden. Hij gebruikte een soortgelijke techniek toen hij de aarde moest verdedigen in de aflevering When Aliens Attack. Hierin liet hij zijn eigen schepen recht op de vijandige kanonnen afvliegen met het doel deze te blokkeren met wrakstukken.
Brannigan heeft veel overwinningen op zijn naam staan, maar deze heeft hij meestal te danken aan het gebruik van overmatig geweld tegen zwakkere tegenstanders:
- Een bombardement van Eden 7
- Het verslaan van de pacifisten van de Gahndinevel.
- Verslaan van de gepensioneerde inwoners van de Assisted Living Nebula.
- Eigenhandig verslaan van de "vrouwachtige en zwakke" Spiderians van Tarantulon 6.

Vanwege deze overwinningen staat Brannigan bekend als een grote held bij de meeste mensen. Maar wie enige tijd met hem doorbrengt ontwikkelt al snel een grote afkeer voor hem.
Brannigan verliet tijdelijk de DOOP en werd kapitein van het luxe ruimtecruiseschip Titanic. Dit schip werd verwoest toen Brannigan de veilige vliegroute verruilde voor een onveilige daar deze meer uitdagend was. Hij zag geen enkel gevaar in de kometen en zwarte gaten, tot het al te laat was.
Ondanks zijn arrogantie toonde Brannigan toch een paar keer dat hij wel om zijn assistent Kif geeft. Toen Kif zwanger was, hielp Brannigan hem om de vijver waar hij geboren was te bereiken. In zekere zin beseft Brannigan dat hij alleen populair is vanwege zijn hoge rang en goede uiterlijk.

## Oorsprong
Brannigan is gebaseerd op het Star Trek personage James T. Kirk, gespeeld door William Shatner. De schrijvers bedachten hoe Shatner zou zijn als hij echt kapitein was van een ruimteschip en baseerden Brannigans personage op deze voorstelling. Op het commentaar van de dvd waarop Zapps eerste aflevering staat, maakten de bedenkers bekend dat Brannigan "40% Kirk en 60% Shatner" is.
Zapp Brannigans stem wordt gedaan door Billy West, maar oorspronkelijk zou Phil Hartman worden gevraagd voor de rol. Vanwege diens dood kreeg West de rol.